# Alejandro Orfila (padre)
Alejandro Orfila Infante (Mendoza, 27 de febrero de 1894 - Buenos Aires, 11 de diciembre de 1958). Político argentino de Mendoza. Fue presidente del Club Gimnasia y Esgrima de su provincia, de la Liga Mendocina de Football y del Aero Club de Mendoza.  Miembro de la Unión Cívica Radical, formó parte del Lencinismo. Fue el último de los gobernadores lencinistas de la Provincia de Mendoza. Ocupó ese cargo entre 1926 y 1928. 
Su hijo, homónimo, fue Secretario General de la Organización de los Estados Americanos entre 1975 y 1984.